# Mick Jackson

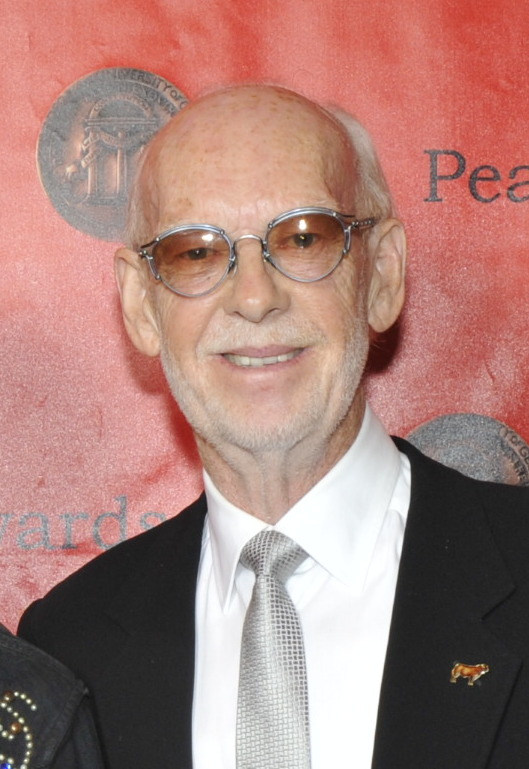
Mick Jackson bei den Peabody Awards 2011

Mick Jackson (* 4. Oktober 1943 in Aveley, England) ist ein britischer Film- und Fernsehregisseur.

## Leben
Bekannt wurde er als Regisseur des Films The Bodyguard (1992), mit Kevin Costner und Whitney Houston. Zu den Fernsehfilmen, die Jackson drehte, gehören Dienstags bei Morrie mit Jack Lemmon und Tag Null. Seit 1973 ist er als Regisseur aktiv und inszenierte mehr als 30 Produktionen, hauptsächlich für das Fernsehen.
Während seiner Karriere war er bisher zweimal für den Emmy nominiert und er gewann dreimal den BAFTA-TV-Award, einmal für Threads. Hinzu kommen weitere Auszeichnungen.

## Filmografie (Auswahl)
- 1978: Achtung, Schürzenjäger! (How to Pick Up Girls, Fernsehfilm)
- 1981: People from the Forest (Fernsehfilm)
- 1984: Tag Null (Threads)
- 1987: Life Story (Dokumentation)
- 1988: Chattahoochee
- 1991: L.A. Story
- 1992: Bodyguard (The Bodyguard)
- 1994: Blackout – Ein Detektiv sucht sich selbst (Clean Slate)
- 1995: Unter Anklage – Der Fall McMartin (Indictment: The McMartin Trial)
- 1997: Volcano
- 1999: Dienstags bei Morrie (Tuesdays with Morrie)
- 2002: Meine ersten zwanzig Millionen (The First $20 Million Is Always the Hardest)
- 2002: Live aus Bagdad (Live from Baghdad)
- 2006: Der Hades-Faktor (Covert One: The Hades Factor)
- 2010: Du gehst nicht allein (Temple Grandin)
- 2016: Verleugnung (Denial)